# Bahnstrecke Wolmirstedt–Colbitz
| Kursbuchstrecke: | 189n (1934)          |                                       |                                       |
| Streckenlänge: | 8,05 km              |                                       |                                       |
| Spurweite: | 1435 mm (Normalspur) |                                       |                                       |
| |                      |                                       |                                       |
| \| \| \| von Magdeburg Hbf \| \| \| \| 0,0 \| Wolmirstedt \| Wolmirstedt \| \| \| \| \| \| \| \| \| \| \| \| \| \| \| \| \| \| \| nach Stendal Hbf \| \| \| \| \| Umspannwerk Wolmirstedt \| \| \| \| \| \| \| \| \| 3,3 \| Mose-Farsleben \| Mose-Farsleben \| \| \| 5,9 \| Lindhorst \| Lindhorst \| \| \| 8,5 \| Colbitz \| Colbitz \| \| \| 11,0 \| Colbitz-Forst nur Forstbahn 1903–1908 \| Colbitz-Forst nur Forstbahn 1903–1908 \| |                      |                                       |                                       |
| Strecke |                      | von Magdeburg Hbf                     | von Magdeburg Hbf                     |
| Bahnhof | 0,0                  | Wolmirstedt                           | Wolmirstedt                           |
| Abzweig geradeaus und ehemals nach links · Strecke von rechts (außer Betrieb) |                      |                                       |                                       |
| Strecke |                      |                                       |                                       |
| Abzweig geradeaus und von links · Abzweig geradeaus und nach rechts |                      |                                       |                                       |
| Strecke nach rechts · Strecke |                      | nach Stendal Hbf                      | nach Stendal Hbf                      |
| Blockstelle |                      | Umspannwerk Wolmirstedt               | Umspannwerk Wolmirstedt               |
| |                      |                                       |                                       |
| Bahnhof (Strecke außer Betrieb) | 3,3                  | Mose-Farsleben                        | Mose-Farsleben                        |
| Bahnhof (Strecke außer Betrieb) | 5,9                  | Lindhorst                             | Lindhorst                             |
| Bahnhof (Strecke außer Betrieb) | 8,5                  | Colbitz                               | Colbitz                               |
| Betriebs-/Güterbahnhof Streckenende (Strecke außer Betrieb) | 11,0                 | Colbitz-Forst nur Forstbahn 1903–1908 | Colbitz-Forst nur Forstbahn 1903–1908 |

Die Bahnstrecke Wolmirstedt–Colbitz war eine Nebenbahn in Sachsen-Anhalt, die ursprünglich als Kleinbahn von der Kleinbahn-AG Wolmirstedt–Colbitz erbaut und betrieb wurde. Sie zweigte in Wolmirstedt von der Bahnstrecke Magdeburg–Wittenberge ab und führte nach Colbitz im Süden der Colbitz-Letzlinger Heide.

## Geschichte
Die Kleinbahn-AG Wolmirstedt–Colbitz hatte von der Bahnbau-Unternehmung Becker & Co in Berlin eine Waldbahn erworben, die auf der gleichen Trasse von Ende 1902/Anfang 1903 bis zum Sommer 1908 Holz transportierte.
Bei der Gründung am 23. November 1909 hatten Kapitalanteile übernommen:
- das Königreich Preußen und die Provinz Sachsen
- der preußische Domänen- und der Forstfiskus
- Kreis und Stadt Wolmirstedt sowie die Gemeinden Colbitz und Dolle
- Privatpersonen und Unternehmen

Die Betriebsleitung verlegte 1928 ihren Sitz von Wolmirstedt nach Colbitz.
Im Güterverkehr wurden überwiegend landwirtschaftliche Produkte, Holz, Düngemittel und Kohle befördert. 1913 wurden 26.881 t Güter und 51.074 Personen transportiert.
Die Firma hieß ab 15. Januar 1943 „Eisenbahn-AG Wolmirstedt-Colbitz“. 
Den Betrieb führte bis 1945/46 die Kleinbahnabteilung des Provinzialverbandes Sachsen in Merseburg, nach der Jahreswende 1946/1947 die Sächsischen Provinzbahnen GmbH und ab 1. April 1949 die Deutsche Reichsbahn. Diese stellte den Personenverkehr am 31. Januar 1961 und den Gesamtverkehr am 31. Dezember 1965 ein und baute die Gleise ab. Verblieben ist nur ein Gleisanschluss des Umspannwerkes Wolmirstedt, dessen Fläche früher von der Kleinbahn durchquert worden ist.
Die Überlieferung der Kleinbahn AG Wolmirstedt – Colbitz befindet sich in der Abteilung Dessau des Landesarchivs Sachsen-Anhalt.

## Fahrzeugeinsatz
Der bescheidene Fahrzeugbestand umfasste 1911 zwei zweiachsige Dampflokomotiven der Lokfabrik Henschel, fünf Personen-, einen Pack- und zehn Güterwagen. 1939 gehörte eine Dampflokomotive, ein zweiachsiger Triebwagen von der Gottfried Lindner AG, vier Personen-, ein Pack- und sechs Güterwagen zum Betriebsbestand.